# Vilshofen an der Donau
Vilshofen an der Donau é um município da Alemanha, situado no distrito de Passau, no estado da Baviera. Tem 86,36 km² de área, e sua população em 2019 foi estimada em 16.758 habitantes.